# Sociologie Magazine
Sociologie Magazine, tot 2009 Facta - sociaal-wetenschappelijk magazine geheten, is een magazine dat op een journalistieke manier informeert over ontwikkelingen in de sociale wetenschappen in Nederland, Vlaanderen en daarbuiten. Het wordt vier keer per jaar uitgegeven door uitgeverij Virtùmedia en in zowel in Nederland als Vlaanderen verspreid. De hoofdredacteur is Ellie Smolenaars.
Sociologie Magazine bericht over trends in de sociale wetenschappen door artikelen over samenleving, onderwijs, wetenschap en bedrijfsleven. Vaste ingrediënten zijn interviews met prominente sociale wetenschappers, de ins en outs van sociologie-opleidingen aan de verschillende universiteiten, rapportages over controverses in de sociale wetenschappen, de rubriek beroepspraktijk, columns, gesignaleerde boeken en ander belangrijk vaknieuws.
Het tijdschrift verscheen voor het eerst in 1993, onder de naam Facta. Het ontstond uit een samensmelting van Berichten over onderzoek van de Stichting Interuniversitair Instituut voor Sociaal-wetenschappelijk Onderzoek (SISWO) (ISSN 0166-8951) en Sociodrôme (ISSN 0165-1676)). Het verscheen acht maal per jaar en werd uitgegeven door de Nederlandse Vereniging voor Maatschappij- en Cultuurwetenschappen (NVMC) en SISWO/Instituut voor Maatschappijwetenschappen. Sinds 2006 wordt het magazine driemaandelijks uitgegeven door de Nederlandse Sociologische Vereniging.